# Scheepsnamen en hun voorvoegsels
Alle (geregistreerde) schepen hebben een naam. Deze naam wordt vaak voorafgegaan door een lettercombinatie. Dit voorvoegsel is niet zoals vaak gedacht een onderdeel van de naam, maar een typeaanduiding of een aanduiding welke betrekking heeft op de taken van het schip.
MS is bijvoorbeeld een typeaanduiding voor een motorschip, en CV is een aanduiding voor een taak, namelijk het vervoeren van containers.
De meeste typeaanduidingen hebben door het internationale karakter van de scheepvaart hun oorsprong in de Engelse taal.

## Koopvaardij en pleziervaart
Voor koopvaardijschepen gelden specifieke regels over hoe groot, in welk lettertype en waar de scheepsnaam moet worden afgebeeld. 
Een paar van die regels zijn: op de boeg aan beide zijden, op de spiegel met daaronder de thuishaven. Ook dient de kleur van de letters licht te zijn op een donkere ondergrond en donker op een lichte ondergrond. 
Sommige schepen hebben ook hun IMO-nummer op de spiegel staan.
Soms wordt er een schuine streep (/) tussen de letters geplaatst, bijvoorbeeld MS en M/S. Dit verandert niets aan de betekenis.
| Voorvoegsel | Engelse betekenis                                              | Nederlandse betekenis                                               |
| ----------- | -------------------------------------------------------------- | ------------------------------------------------------------------- |
| AHT         | Anchor Handling Tug                                            | ankerbehandelingssleepboot                                          |
| AHTS        | Anchor Handling Tug Supply                                     | ankerbehandelingssleepboot in combinatie met een bevoorradingsschip |
| CF          | Car Ferry                                                      | autoveer                                                            |
| CRV         | Coastal Research Vessel                                        | kustonderzoeksschip                                                 |
| CS          | Cable ship                                                     | kabellegger                                                         |
| CS          | Club ship                                                      | club/verenigingsschip                                               |
| DB          | Derrick Barge                                                  | kraanschip                                                          |
| DCV         | Deepwater Construction Vessel                                  | diepwaterconstructieschip                                           |
| DEPV        | Diesel Electric Paddle Vessel                                  | dieselelektrisch radarschip                                         |
| DLB         | Derrick Lay Barge                                              | kraanschip                                                          |
| DSS         | Double Screw Steam ship                                        | dubbelschroef-stoomschip                                            |
| DSV         | Diving Support Vessel                                          | duikondersteuningsvaartuig                                          |
| DSV         | Deep Submergence Vehicle                                       | diep afzinkbaar vaartuig                                            |
| DV          | Dead Vessel                                                    | dood schip                                                          |
| ERRV        | Emergency Response Rescue Vessel                               | noodbeantwoordingsreddingsboot                                      |
| FB          | Ferryboot                                                      | veerboot                                                            |
| FPSO        | Floating Production, Storage and Offloading                    | drijvende productie, opslag en overslag                             |
| FPV         | Free Piston Vessel                                             | vrijezuigerschip                                                    |
| FPV         | Fishery Patrol Vessel                                          | visserijpatrouilleschip                                             |
| FT          | Factory stern Trawler                                          | fabriekshektrawler                                                  |
| FV          | Fishing Vessel                                                 | vissersschip                                                        |
| GTS         | Gas Turbine Ship                                               | gasturbineschip                                                     |
| HLV         | Heavy Lift Vessel                                              | zwareladingschip                                                    |
| HSC         | High Speed Craft                                               | hogesnelheidsvaartuig                                               |
| HSF         | High Speed Ferry                                               | hogesnelheidsveer                                                   |
| HTV         | Heavy Transport Vessel                                         | zwaartransportschip                                                 |
| HC          | Hovercraft                                                     | hovercraft                                                          |
| IRV         | International Research Vessel                                  | internationaal onderzoeksvaartuig                                   |
| LASH        | Lighter Aboard Ship                                            | lichter aan boord van een schip                                     |
| LB          | liftboat                                                       | tilschip                                                            |
| LNG/C       | Liquified natural gas carrier                                  | Lng-tanker                                                          |
| LPG/C       | Liquified petroleum gas carrier                                | Lpg-tanker                                                          |
| MF          | Motor Ferry                                                    | motorveerboot                                                       |
| MS          | Motor Ship                                                     | motorschip                                                          |
| MSV         | Multi purpose support supply vessel                            | multifunctioneel ondersteunings- en bevoorradingsschip              |
| MSY         | Motor Sailing Yacht                                            | motorzeiljacht                                                      |
| MT          | Motor Tanker                                                   | motortanker                                                         |
| MV          | Motor Vessel                                                   | motorvaartuig                                                       |
| MY          | Motor Yacht                                                    | motorjacht                                                          |
| NB          | Narrow boat                                                    | narrowboat                                                          |
| NRV         | NATO Research Vessel                                           | NAVO-onderzoeksschip                                                |
| NS          | Nuclear Ship                                                   | atoomschip                                                          |
| OSV         | Offshore Supply Vessel                                         | offshore bevoorradingsschip                                         |
| PS          | Paddel Steamer                                                 | raderstoomboot                                                      |
| PSV         | Platform Supply Vessel                                         | platformbevoorradingsschip                                          |
| QTEV        | Quadrupe turbo Electric Vessel                                 |                                                                     |
| RV          | Research Vessel                                                | onderzoeksschip                                                     |
| SB          | Sailing Barge                                                  | zeilend binnenvaartschip                                            |
| SS          | Steam Ship (with propellers, can be either coal- or oil-fired) | stoomschip (met schroeven, kan zowel kolen- als oliegestookt zijn)  |
| SS          | Sailing Ship                                                   | zeilschip                                                           |
| SSCV        | Semi-Submersibel Crane Vessel                                  | half-afzinkbaar kraanschip                                          |
| SSV         | Sailing School Vessel                                          | zeilopleidingsschip                                                 |
| SSV         | Submarine and Special Warfare Support Vessel                   | onderzeeër en ondersteuningsvaartuig speciale oorlogsvoering        |
| ST          | Steam Tug                                                      | stoomsleepboot                                                      |
| STS         | Sail Training Ship                                             | zeilopleidingsschip                                                 |
| STV         | Sail Training Vessel                                           | zeilopleidingsschip                                                 |
| STV         | Steam Turbine Ship                                             | stoomturbineschip                                                   |
| SV          | Sailing Vessel                                                 | zeilschip                                                           |
| SV          | Supply Vessel                                                  | bevoorradingsschip                                                  |
| SWATH       | Small Waterplane Area Twin Hull                                | Smalle waterlijnoppervlakte dubbele romp                            |
| SY          | Sailing Yacht                                                  | zeiljacht                                                           |
| SY          | Steam Yacht                                                    | stoomjacht                                                          |
| TEV         | Turbine Electric Vessel                                        | turbine-elektrisch schip                                            |
| TIV         | Turbine Installation Vessel                                    | turbine-installatieschip                                            |
| TS          | Training Ship                                                  | opleidingsschip                                                     |
| TS          | Turbine Steamer/Ship                                           | turbinestomer/schip                                                 |
| TSS         | Turbine Steam Ship                                             | turbinestoomschip                                                   |
| TSS         | Twin Screw Steamer                                             | dubbelschroefstomer                                                 |
| TT          | Turbine Tanker                                                 | turbinetanker                                                       |
| TV          | Training Vessel                                                | opleidingsvaartuig                                                  |

| CSD | Cutting Suction Dredger | Snijkopzuiger |

## Marine
Marineschepen hebben andere voorvoegsels.
| Voorvoegsel | Engelse betekenis                  | Nederlandse betekenis |
| ----------- | ---------------------------------- | --------------------- |
| HMS         | His/Her Majesty's Ship             |                       |
| HNLMS       | His/Her Netherlands Majesty's Ship |                       |
| Hr.Ms.      |                                    | Harer Majesteits      |
| Zr.Ms.      |                                    | Zijner Majesteits     |
| USS         | United States Ship                 |                       |

Op de boeg van een marineschip staat niet de naam maar een pennantnummer. Dit nummer bestaat uit een letter gevolgd door een drie- of viercijferige code.
Pennantnummers vinden hun oorsprong in de Britse marine, maar worden sinds de Tweede Wereldoorlog gebruikt door vele marines in de wereld.
De letters van de pennantnummers zijn een type/klasseaanduiding, de cijfers zijn voor ieder schip anders.
De Nederlandse marine heeft de beschikking gekregen over de nummers 800 tot 899 en 8000 tot 8999 voor schepen met de classificatie Y.
| voorvoegsel | Engelse betekenis        | Nederlandse betekenis    |
| ----------- | ------------------------ | ------------------------ |
| A           | Auxilliary               | ondersteunend            |
| C           | Cruiser                  | kruiser                  |
| D           | (Torpedo Boat) Destroyer | (torpedoboot)jager       |
| F           | Frigate                  | fregat                   |
| H           | Hydrographic             | hydrografisch            |
| K           | Miscellaneous            | overige                  |
| L           | Amphibious warfare       | amfibische oorlogvoering |
| M           | Minesweeper              | mijnenveger              |
| N           | Minelayer                | mijnenlegger             |
| P           | patrol boat              | patrouillevaartuig       |
| R           | aircraft carrier         | vliegdekschip            |
| S           | Submarine                | onderzeeër               |
| Y           | yard vessel              | havendienst              |

## Zeilschepen
Bij zeilschepen is het ook gebruikelijk om deze aan te duiden met het type zeilschip, bijvoorbeeld de klipper Stad Amsterdam en het spiegelretourschip Batavia.

## Vissersschepen
Vissersschepen dragen ook niet hun naam op de boeg maar een lettercode + cijfer (bijvoorbeeld ZK4). De letters van dit opschrift duiden de thuishaven van het vissersschip aan.

## Trivia
- Van sommige rederijen hebben de schepen ook speciale naamgevingen. Zo dragen de schepen van de rederij 'Wagenborg' vaak een naam die eindigt op -borg. Schepen van de rederij 'Spliethoff' dragen bijna allemaal een naam die eindigt op -gracht. De schepen van de vroegere rederij 'Nedloyd' droegen de naam van de rederij allemaal als voorvoegsel in hun naam, bijvoorbeeld 'Nedloyd Rotterdam'. Schepen van de rederij 'Moller-Maersk' dragen het woord Maersk in hun scheepsnaam, voor of achter een andere naam. Bijvoorbeeld 'Emma Maersk'.